# 短苞盐蓬
短苞盐蓬（学名：Halimocnemis karelinii）是苋科盐蓬属的植物。分布于哈萨克斯坦以及中国大陆的新疆等地，生长于海拔2,600米的地区，常生于戈壁及荒漠，目前尚未由人工引种栽培。